# Оракеи-Корако
Оракеи-Корако — область с высокой геотермальной активностью на севере Северного острова Новой Зеландии в долине реке Уаикато.
В этой области находится множество горячих источников, гейзеров, грязевых ванн. Самым известным из них является алмазный Гейзер, его извержения могут длиться от нескольких минут до многих часов, на высоту до девяти метров. Область была более чем на половину затоплена озером Охакури после возведения дамбы ГЭС в 1960 году.
Область Оракеи Корако пользуется популярностью среди туристов.